# 鹿園 (慕尼黑)

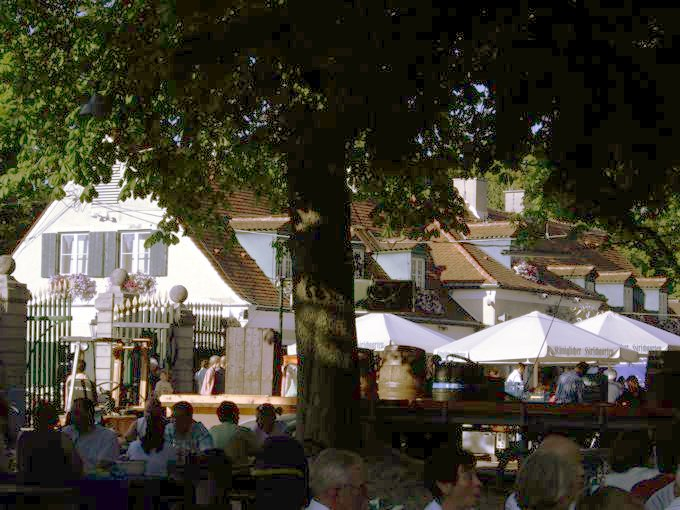
2006年的鹿园

48°08′55″N 11°30′45″E / 48.1486°N 11.5125°E
鹿园（德語：Hirschgarten，官方名称为）是位于德国慕尼黑宁芬堡区的一座大型公园。此公园中最有名的是慕尼黑传统啤酒花园之一——皇家鹿园啤酒园。皇家鹿园啤酒园同时也是规模最大的，可容纳8000人同时就餐。鹿园餐厅可以喝到的啤酒种类较多，菜品可口，而且价格十分公道。